# Papieros

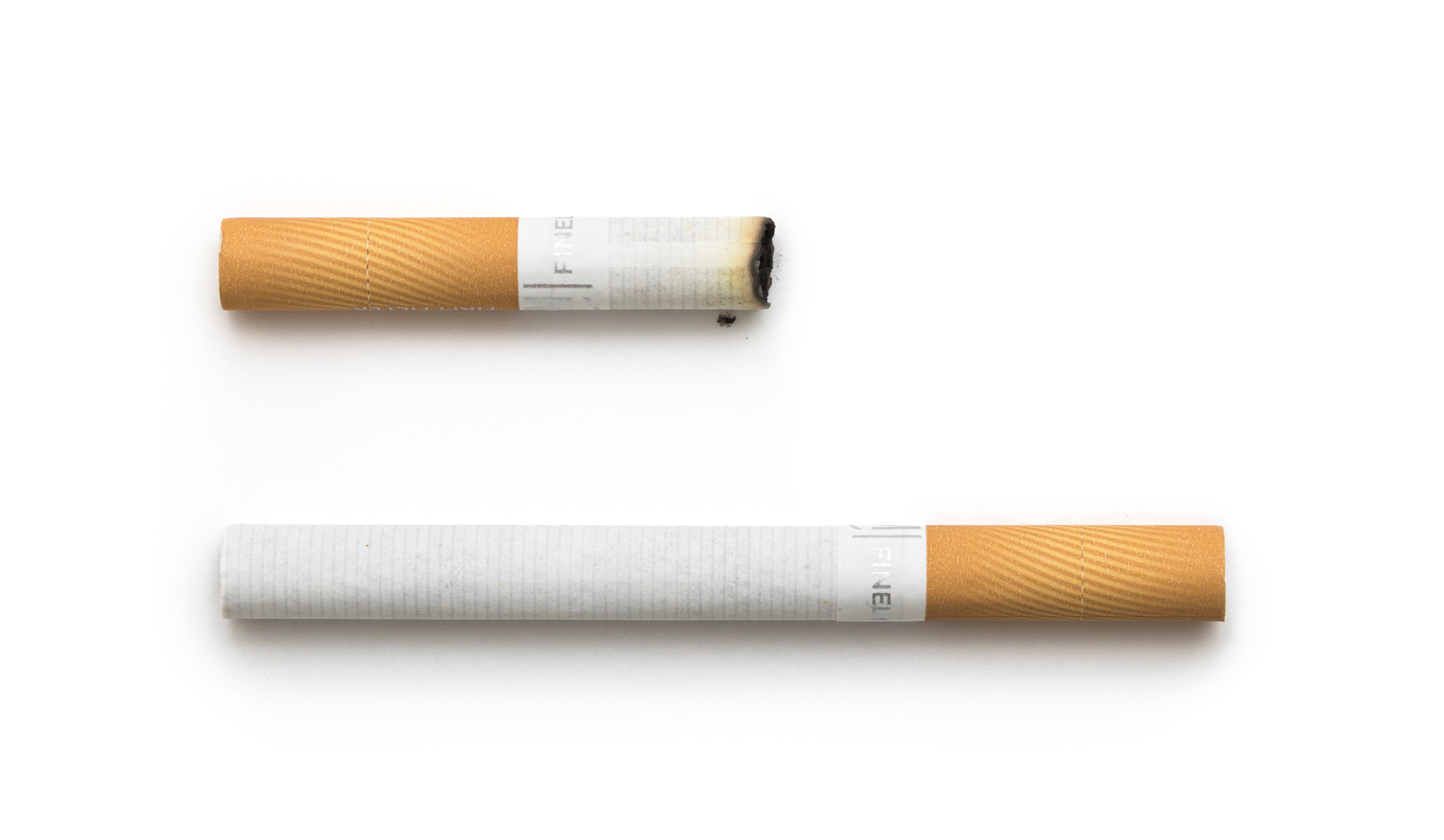
Papierosy

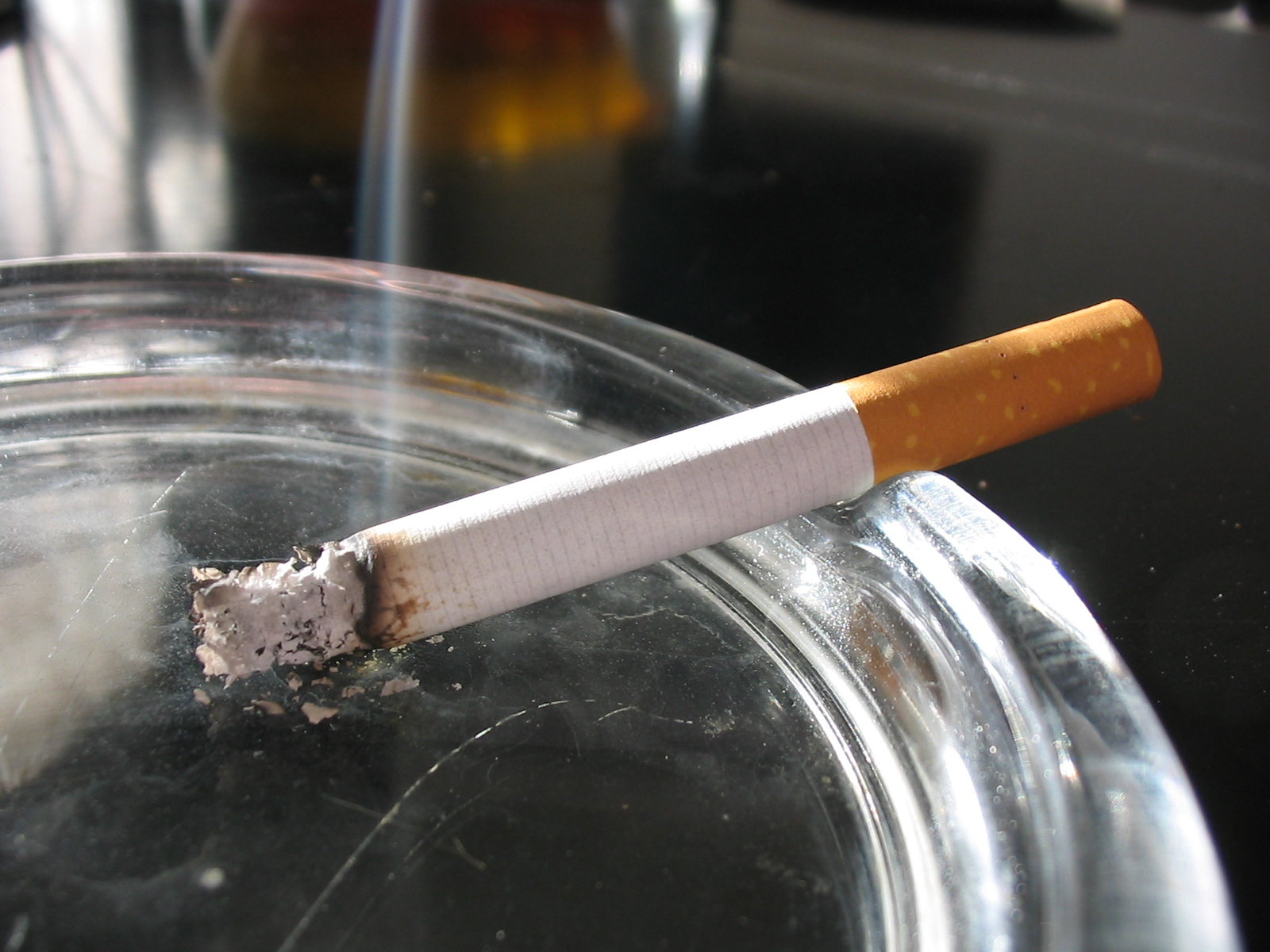
Zapalony papieros

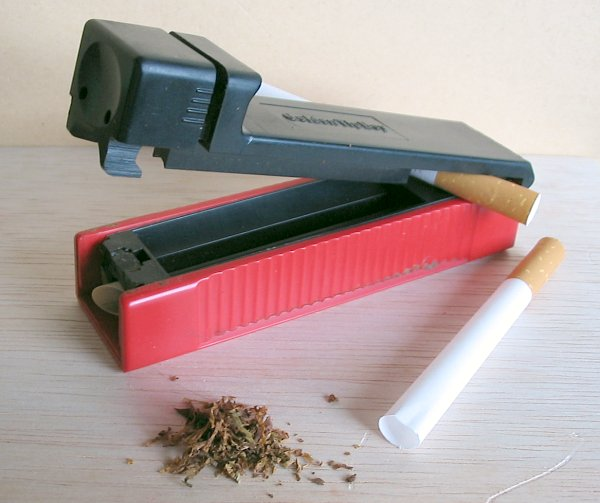
Gilzownica – urządzenie do ręcznej produkcji papierosów

Papieros – wyrób tytoniowy składający się z rurki z cienkiej bibułki (gilzy) o średnicy do 1 cm i długości do 12 cm (zwykle 8,5 cm), wewnątrz której znajduje się mieszanka tytoniowa zawierająca spreparowane liście różnych odmian tytoniu.
Podczas palenia papierosa zawarta w dymie papierosowym nikotyna dostaje się do krwi i wywiera swoje działanie na organizm palacza. Oprócz nikotyny dym tytoniowy zawiera tysiące innych szkodliwych, rakotwórczych substancji chemicznych.
Podobną rolę spełnia fajka (zamiast w papierze, który spala się wraz z tytoniem, spreparowane liście umieszczone są w niepalnym, najczęściej drewnianym cybuchu) oraz cygaro – tu zamiast papieru jest wysuszony, ale nierozdrobniony, liść tytoniu. Małe cygaro, zbliżone wyglądem do papierosa, to cygaretka.

## Historia

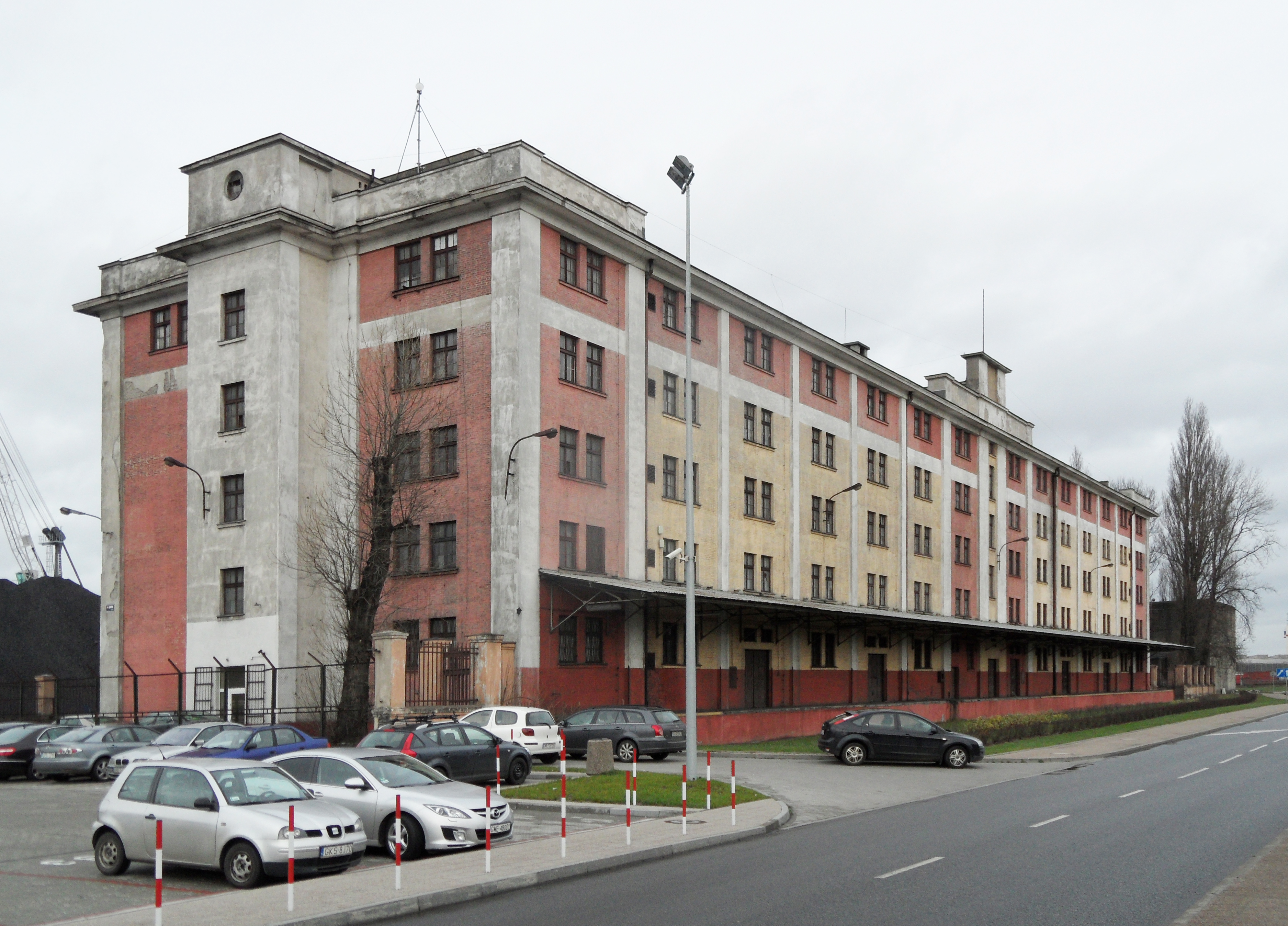
Dawny magazyn Polskiego Monopolu Tytoniowego przy ulicy Polskiej 7 w Gdyni. Budynek wzniesiony w latach 1930–1931 jako magazyn etapowy

Polska nazwa pochodzi od papieru owijającego ścinki liści tytoniu. Obecnie prawie wszystkie papierosy mają filtry, wprowadzone po raz pierwszy w 1940 przez markę Pall Mall i rozpowszechnione przez markę Kent. Technologię produkcji opracował niemiecki emigrant w USA, James Albert Bonsack, biorący udział w konkursie na wymyślenie maszyny do zwijania cygar. Przedtem papierosy zawijano ręcznie jako małe cygara (cygaretki). Proces był pracochłonny. Bonsack dodał element rolki papieru, w którą maszyna automatycznie zwijała ścinki tytoniu i kroiła. Bonsack opatentował dwukrotnie maszynę w tym samym roku (1880), ale nie było chętnych na kupno, ponieważ produkowała ona papierosy w ilości, której nikt w USA nie byłby w stanie skonsumować. Dopiero współpraca z Jamesem Duke’em zaowocowała odpowiednim marketingiem i stworzeniem od podstaw masowej konsumpcji papierosów w USA, później w Wielkiej Brytanii i na całym świecie. Duke m.in. rozdawał za darmo każdemu polskiemu imigrantowi na Ellis Island w Nowym Jorku po pięć paczek papierosów. W czerwcu 1922 polski rząd wprowadził Polski Monopol Tytoniowy, rozciągając na cały kraj przepisy obowiązujące przed 1918 w Galicji oraz zaborze rosyjskim.

## Skutki zdrowotne
- choroby układu krążenia
  - choroba niedokrwienna serca
  - zawał mięśnia sercowego
  - miażdżyca zarostowa kończyn dolnych
  - zaburzenia pracy serca
  - nadciśnienie tętnicze
  - tętniak aorty
- choroby układu oddechowego
  - rozedma płuc, przewlekłe zapalenie oskrzeli
  - rak płuc
  - rak języka
  - rak krtani
  - przewlekła obturacyjna choroba płuc

- - astma
  - gruźlica
  - grypa

- choroby układu pokarmowego
  - wrzody żołądka i dwunastnicy
  - rak dziąseł
  - rak podniebienia
  - przepuklina jelitowa
  - rak jelita grubego
  - rak odbytnicy
- choroby zębów
  - paradontoza
  - zapalenie dziąseł
  - próchnica
- choroby oczu
  - zapalenie spojówek
  - katarakta
  - zwyrodnienie plamki żółtej
- choroby układu hormonalnego
  - nadczynność tarczycy (choroba Gravesa-Basedowa),
  - niedoczynność tarczycy
  - rak trzustki
- choroby układu rozrodczego
  - rak szyjki macicy
  - rak jajników
  - impotencja

- zaburzenia okresu okołoporodowego
  - ciąża pozamaciczna
  - przedwczesny poród i poronienia

## Papierosy zawierające środki odurzające
Papieros powstały z ręcznego zwinięcia bibułki (bletki) papierowej (lub z liścia tytoniu) z marihuaną (czystych, zmieszanych ze sobą lub zmieszanych z tytoniem) nazywany jest zazwyczaj jointem lub skrętem, jednak znanych jest też duża liczba innych określeń gwarowych. Joint w odróżnieniu od zwykłego „papierosa” jest zazwyczaj szerszy po stronie którą się podpala, niż po stronie ustnika. Ustnik jest zwykle wykonany z paska zwiniętej tekturki. „Czyste” jointy zawierają jedynie marihuanę, bez dodatku tytoniu.

## Uzależnienie warunkowane płcią
Badania naukowe dowiodły, iż uzależnienie się od papierosów kobiet ma zupełnie odmienne podłoże niż u palących mężczyzn. Podczas gdy mężczyźni zazwyczaj palą dla zabicia nudy i dla relaksu, kobiety zazwyczaj robią to dlatego, że palenie je uspokaja. Taka odmienna forma uzależnień wskazuje, że terapia antynikotynowa również powinna być odmienna. Kobietom ciężej jest rzucić palenie. Co prawda uczeni stwierdzili, że palące kobiety nie przepadają za paleniem, jednak w ich psychice działają specyficzne lęki w związku z tym nałogiem. Dla przykładu u kobiet większą rolę odgrywa obawa, że gdy przestaną palić, wówczas przybiorą na wadze (co istotnie się zdarza, gdyż odruch wzięcia czegoś do ust dla uspokojenia pozostaje i jest racjonalizowany jako głód). Można to określić jako uzależnienie psychiki, a w mniejszym stopniu organizmu. Podczas gdy w przypadku mężczyzn dobre efekty przynoszą plastry zawierające nikotynę, w przypadku kobiet nie mają one takiej siły oddziaływania. Więcej może zdziałać terapia behawioralna, niż środki farmakologiczne wspomagające rzucenie palenia.

## Sprzedaż

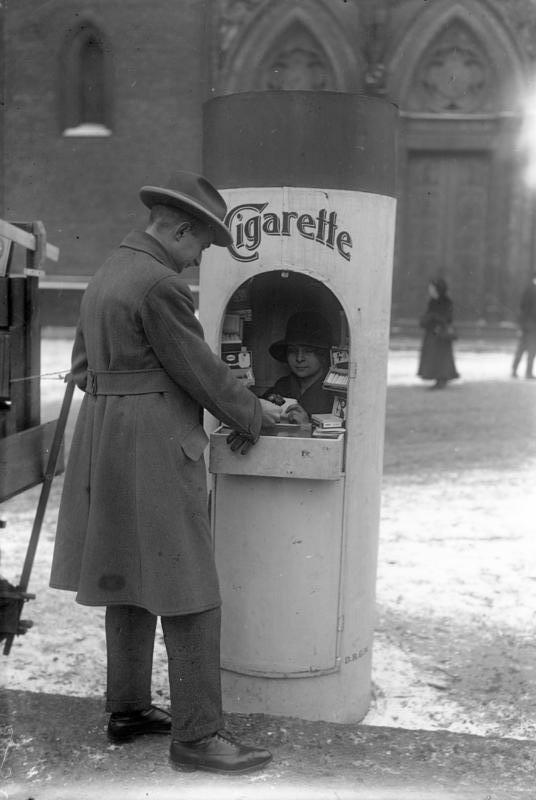
Uliczna sprzedaż papierosów w Niemczech w 1931

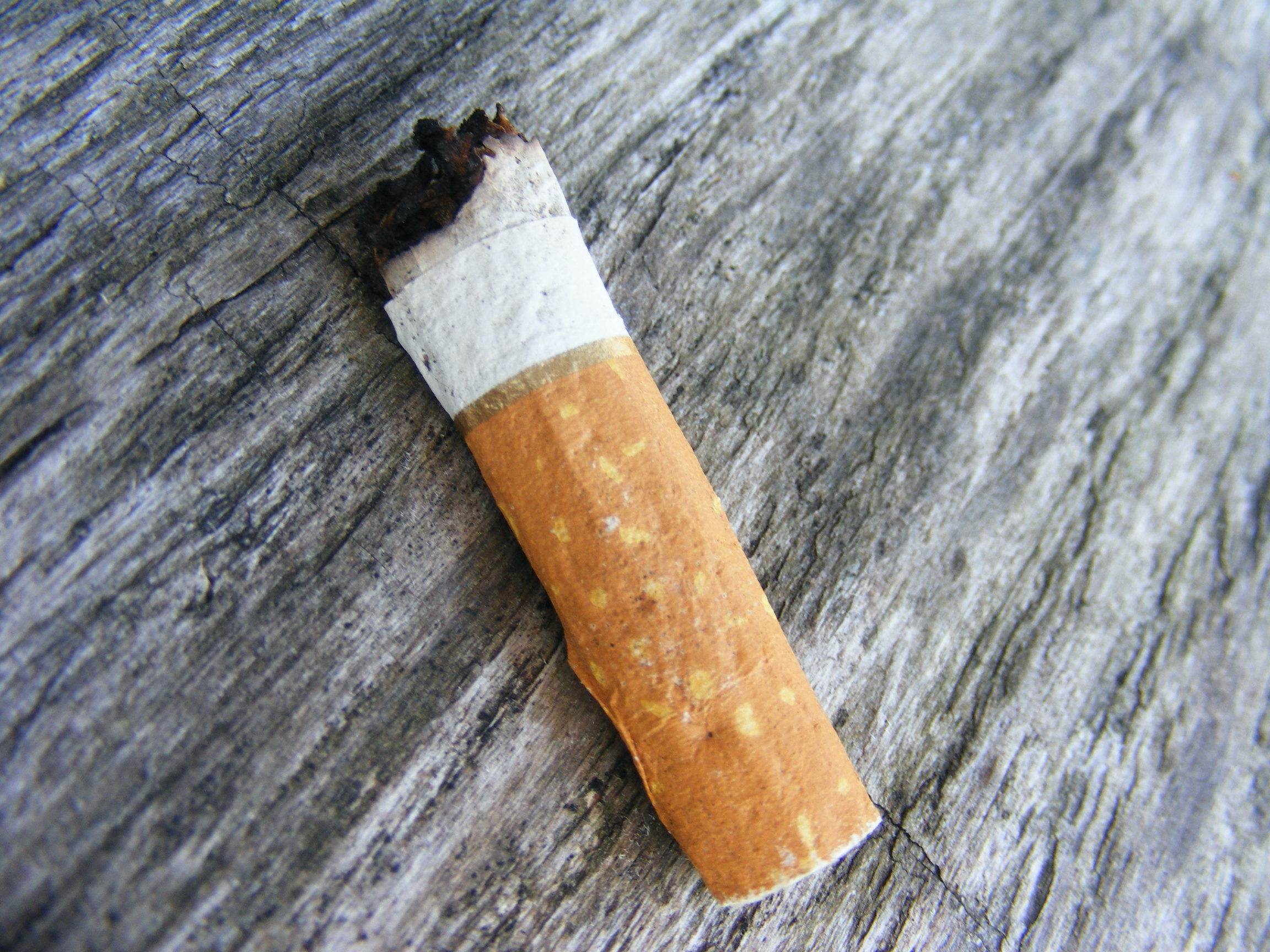
Niedopałek papierosowy

Zgodnie z obowiązującym prawem zabrania się sprzedaży wyrobów tytoniowych (papierosów) z nikotyną młodzieży do lat 18. Sprzedaż wyrobów tytoniowych niepełnoletnim jest według prawa wielu państw niedozwolona. W Polsce kara za sprzedaż to grzywna od 20 do 5000 złotych. Od 1 stycznia 2017, w związku z rozporządzeniem Komisji Europejskiej, na każdej paczce papierosów przedstawione są zdjęcia przedstawiające skutki palenia tytoniu, podany jest także numer telefonu oraz strona internetowa pomagająca palaczom w rzuceniu palenia. Zakazana jest sprzedaż papierosów w opakowaniach zawierających mniej niż 20 sztuk, bez opakowania oraz na sztuki. Nielegalny jest także handel papierosami z marihuaną.

### Podział na typy
Do 2001:
- zwykłe (ang. full flavour)
- lekkie (ang. light)
- ultralekkie (ang. super light)
- mentolowe (ang. menthol)
- mentolowe lekkie (ang. menthol light)
- vanilla (i inne smakowe)

Od 2001, w związku z wymogami Unii Europejskiej, nie można sprzedawać już opakowań papierosów będących w legalnym obrocie w krajach unijnych oznaczanych jako „lekkie” (light) lub „ultralekkie” (super light). Papierosy o obniżonej zawartości nikotyny i substancji smolistych są jednak rozpoznawalne po kolorze opakowania. Przyjęło się, że papierosy „zwykłe” (full flavour) są w opakowaniach czerwonych lub z czerwonym logo, natomiast te z obniżoną zawartością tytoniu i substancji smolistych są wyróżnione kolorem niebieskim lub błękitnym. Papierosy znane wcześniej jako ultralekkie wyróżnia kolor srebrny. Papierosy mentolowe wyróżnia kolor zielony. Zgodnie z dyrektywą tytoniową od 2020 papierosy mentolowe zostały wycofane z obrotu.

### Podział ze względu na długość
- 64 mm (bez filtra)
- 70 mm
- 84 mm (King Size)
- 100 mm
- 110 mm (normalny z filtrem o długości 20mm)
- 120 mm

1 cm³ tytoniu waży około 0,37 g, wymiary papierosa: promień – 0,4 cm długość – 5,7 cm, objętość: od 2,00 do 2,85 cm³, tytoń w papierosie waży od około 0,75 g do 1,1 g.

## Konsumpcja
Około 5,5 biliona papierosów jest produkowanych każdego roku przez przemysł tytoniowy, palonych przez około 1 miliard ludzi. Na wszystkich kontynentach zdecydowaną przewagę palaczy stanowią mężczyźni.
Statystyki palących w Polsce i na świecie: patrz hasło nikotynizm.

## Papierosy z ustnikiem
Papirosa (ros.: Папироса) lub papieros z ustnikiem jest to bibułka papierosowa wypełniona w jednym z końców tytoniem. W odróżnieniu od zwykłych papierosów, w papierosie z ustnikiem gilza (rurka) pozostaje pusta niemal na całej długości, a tytoń umieszczony jest tylko na odcinku, w którym w przypadku zwykłych papierosów mieści się filtr/ustnik. W pozostałej części znajduje się tekturowa rurka (80–90 g/m²) dodająca całości sztywności, pełni także rolę lufki.
Najważniejszą różnicą pomiędzy papierosami z ustnikiem a papierosami zwyczajnymi jest brak filtra (choć istnieją także papierosy z filtrem), ilość tytoniu (w papierosie zajmuje 1/3 części całości) oraz jakością zastosowanego papieru. W przypadku papierosów z ustnikiem papier tli się, a nie pali.